# Liste des monuments de Tata
Ceci est une liste des monuments classés par le ministère de culture marocain aux alentours de Tata.
| Identifiant monument         | Site         | Monument            | Adresse | Date de classement | Décret | Coordonnées                        | Illustration               |                       |
| ---------------------------- | ------------ | ------------------- | ------- | ------------------ | ------ | ---------------------------------- | -------------------------- | --------------------- |
| pc_architecture/sanae:220126 | Akka         | Ksar Akka           |         |                    |        | 29° 23′ 35″ nord, 8° 15′ 41″ ouest | Ksar Akka                  | Télécharger une image |
| pc_architecture/sanae:220120 | Tissint (en) | Ksar Tissint        |         |                    |        | 29° 54′ 07″ nord, 7° 18′ 56″ ouest | Ksar Tissint               | Télécharger une image |
| pc_architecture/sanae:150103 | Tata         | Tiggane (d)         |         |                    |        | 29° 36′ 24″ nord, 8° 01′ 02″ ouest | Image manquante Téléverser | Télécharger une image |
| pc_architecture/sanae:150101 | Tissint (en) | Jbel Feggoussat (d) |         |                    |        | 30° 04′ 48″ nord, 6° 52′ 51″ ouest | Image manquante Téléverser | Télécharger une image |